# Cimetière national de Fort Sam Houston
Ne doit pas être confondu avec Cimetière national de San Antonio.

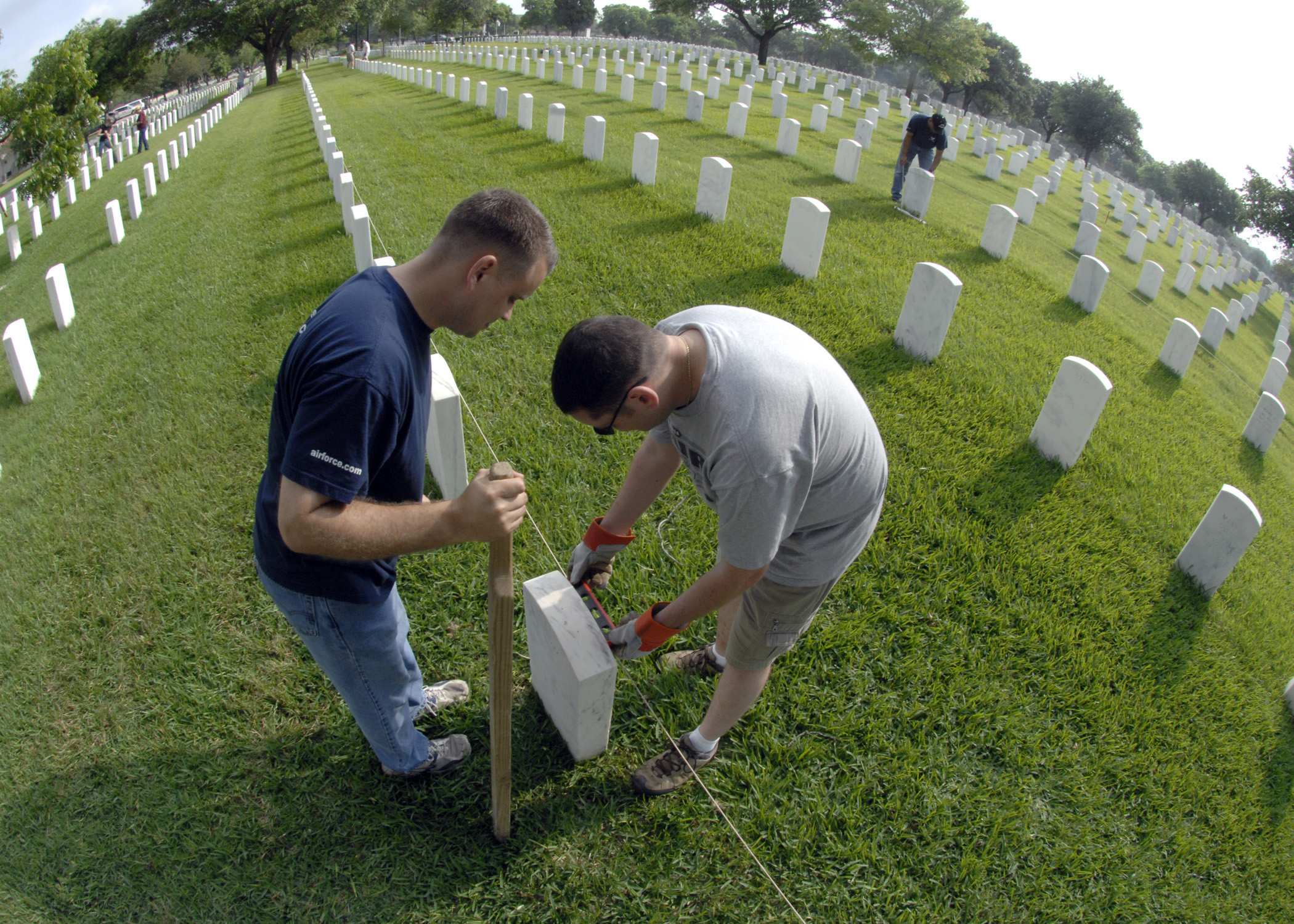
Une équipe de maintenance travaille à redresser les pierres tombales au cimetière national de Fort Sam Houston.

Le cimetière national de Fort Sam Houston (en anglais : Fort Sam Houston National Cemetery) est un cimetière national des États-Unis situé à San Antonio au Texas. Il est en lien avec le Fort Sam Houston.
Administré par le Département des Anciens combattants des États-Unis, il compte plus de 170 000 tombes sur une superficie de 62,6 hectares.
140 prisonniers de guerre de la Seconde Guerre mondiale, morts en captivité, sont enterrés dans ce cimetière, ainsi que 4 officiers de la Royal Air Force britannique de la Seconde Guerre mondiale. Il y a également la tombe de 27 Buffalo Soldiers qui ont servi pendant les guerres indiennes.
Charles Beckwith (à l'origine de la création de la Delta Force), Doc Blanchard (en) (vainqueur du trophée Heisman 1945) ou encore Lafayette G. Pool (as de char) y sont enterrés.

## Histoire
Bien que le poste militaire de la région ait été établi en 1875 et que la construction du Fort Sam Houston ait commencé l'année suivante, aucun enterrement n'a eu lieu dans la zone qui constitue actuellement le cimetière jusqu'en 1926. En 1931, 60 acres (24 ha) ont été ajoutés au cimetière national de San Antonio. En 1937, l'ajout est devenu un cimetière national à part entière, rebaptisé Fort Sam Houston National Cemetery. En 1947, plusieurs autres forts du Texas, dont Fort McIntosh, ont été fermés et leurs cimetières ont été transférés au cimetière national de Fort Sam Houston.
Au cimetière national de Fort Sam Houston sont enterrés 140 prisonniers de guerre de l'Axe de la Seconde Guerre mondiale qui sont morts en captivité. 133 sont allemands, 4 sont italiens et 3 sont japonais. Ces prisonniers de guerre ont été désincarcérés de divers camps de prisonniers de guerre du Texas et réinhumés au cimetière national de Fort Sam Houston. Parmi ces prisonniers de guerre se trouve Hugo Krauss, un Allemand assassiné par d'autres prisonniers de guerre allemands au camp Hearne en 1943. Lors de l'inhumation initiale, ces tombes étaient isolées des tombes américaines.
Deux pierres tombales marquées de croix gammées (swastika) ont été remplacées le 24 décembre 2020. La Military Religious Freedom Foundation avait demandé leur enlèvement en mai 2020, mais la Veterans Administration (VA) s'y est opposée au motif qu'elles étaient historiques. L'administration des vétérans a résisté jusqu'à ce que le sénateur Ted Cruz (R-TX) et les membres du Congrès Will Hurd (R-TX23) et Kay Granger (R-TX12) fassent pression sur eux,.

## Pensionnaires notables

### Récipiendaires de laMedal of Honor
- Sergent-chef Lucian Adams, pour son action pendant la Seconde Guerre mondiale.
- Sergent-chef Roy Benavidez, pour son action pendant la guerre du Viêt Nam.
- Colonel Cecil Hamilton Bolton, pour son action pendant la Seconde Guerre mondiale.
- Sergent-chef William J. Bordelon, pour son action lors de la bataille de Tarawa pendant la Seconde Guerre mondiale.
- Sergent de section William George Harrell, pour son action lors de la bataille d'Iwo Jima pendant la Seconde Guerre mondiale.
- Sous-lieutenant Lloyd Herbert Hughes, pour son action lors de l'opération Tidal Wave pendant la Seconde Guerre mondiale.
- Soldat Milton A. Lee, pour son action pendant la guerre du Viêt Nam.
- Sergent de première classe Jose M. Lopez, pour son action pendant la Seconde Guerre mondiale.
- First lieutenant James E. Robinson Jr. pour avoir participé à la Seconde Guerre mondiale.
- Adjudant-chef Louis R. Rocco, pour son action pendant la guerre du Viêt Nam.
- Sergent-chef Cleto Luna Rodriguez, pour son action pendant la Seconde Guerre mondiale.
- Colonel Seth Lathrop Weld, pour son action pendant la Guerre américano-philippine.

### Autres inhumations notables
- - Colonel Charlie Beckwith, créateur du 1st Special Forces Operational Detachment-Delta (Delta Force).
  - Colonel Doc Blanchard, vainqueur du Heisman Trophy en 1945.
  - Général de brigade Oscar Bergstrom Abbott, commandant général du Camp Beale pendant la Seconde Guerre mondiale.
  - Général de brigade Bertram A. Bone, USMC ; commandant du 1st Defense Battalion pendant la Seconde Guerre mondiale.
  - Général Richard E. Cavazos, premier général quatre étoiles hispanique de l'armée des États-Unis.
  - Lieutenant-colonel Granville C. Coggs, éminent médecin américain, officier de réserve de l'armée de l'air américaine/de l'armée de l'air américaine/de l'armée de l'air américaine, et pilote bombardier entraîné au sein des célèbres Tuskegee Airmen ou "Red Tails" (queues rouges). Premier Afro-Américain à occuper un poste de médecin à l'hôpital Kaiser de San Francisco, Californie.
  - Major général Mary E. Clarke, dernière directrice du Women's Army Corps.
  - Lieutenant-colonel Richard E. Cole, Doolitle Raider.
  - Brigadier général Lillian Dunlap, ancien chef du United States Army Nurse Corps, récipiendaire de la Army Distinguished Service Medal, de la Meritorious Service Medal et de la Army Commendation Medal (avec

de feuilles de chêne).
- - Gustavo "Gus" C. Garcia, avocat mexicain-américain spécialisé dans les droits civils.
  - Major général Joseph A. Green, commandant du corps d'artillerie côtière
  - Robert Gottschall, acteur travaillant sous le nom de Robert Shaw, et ancien lieutenant-colonel de l'armée américaine.
  - Lieutenant-général Charles P. Hall, a commandé la 93e division d'infanterie et le XIe corps pendant la Seconde Guerre mondiale.
  - Général Henry I. Hodes, général quatre étoiles de l'armée américaine.
  - Major général Harry H. Johnson, commandant de la 2e division de cavalerie et de la 93e division d'infanterie pendant la Seconde Guerre mondiale.
  - Général de brigade Charles I. Murray, USMC. Récipiendaire de la Navy Cross et de la Distinguished Service Cross.
  - Général de brigade John L. Pierce, commandant de la 16e division blindée sur le théâtre européen de la Seconde Guerre mondiale.
  - Capitaine William Millican Randolph, homonyme de la Randolph Air Force Base.
  - Général de division Emil F. Reinhardt, commandant de la 69e division d'infanterie et du IXe corps d'armée  pendant la Seconde Guerre mondiale.
  - Joe Sage, membre de la Chambre des représentants du Texas du comté de Bexar de 1973 à 1975.
  - Frank Tejeda, membre du Congrès américain.
  - Colonel Gerald Evan Williams, commandant du 391e groupe de bombardement, 1943-1945
  - Général de division Roscoe B. Woodruff, commandant des 77e et 24e division d'infanterie et du 7e corps d'armée pendant la Seconde Guerre mondiale sur les théâtres européen et pacifique.
  - Carlos Martinez, PDG et président de l'American GI Forum National Veterans Outreach Program.

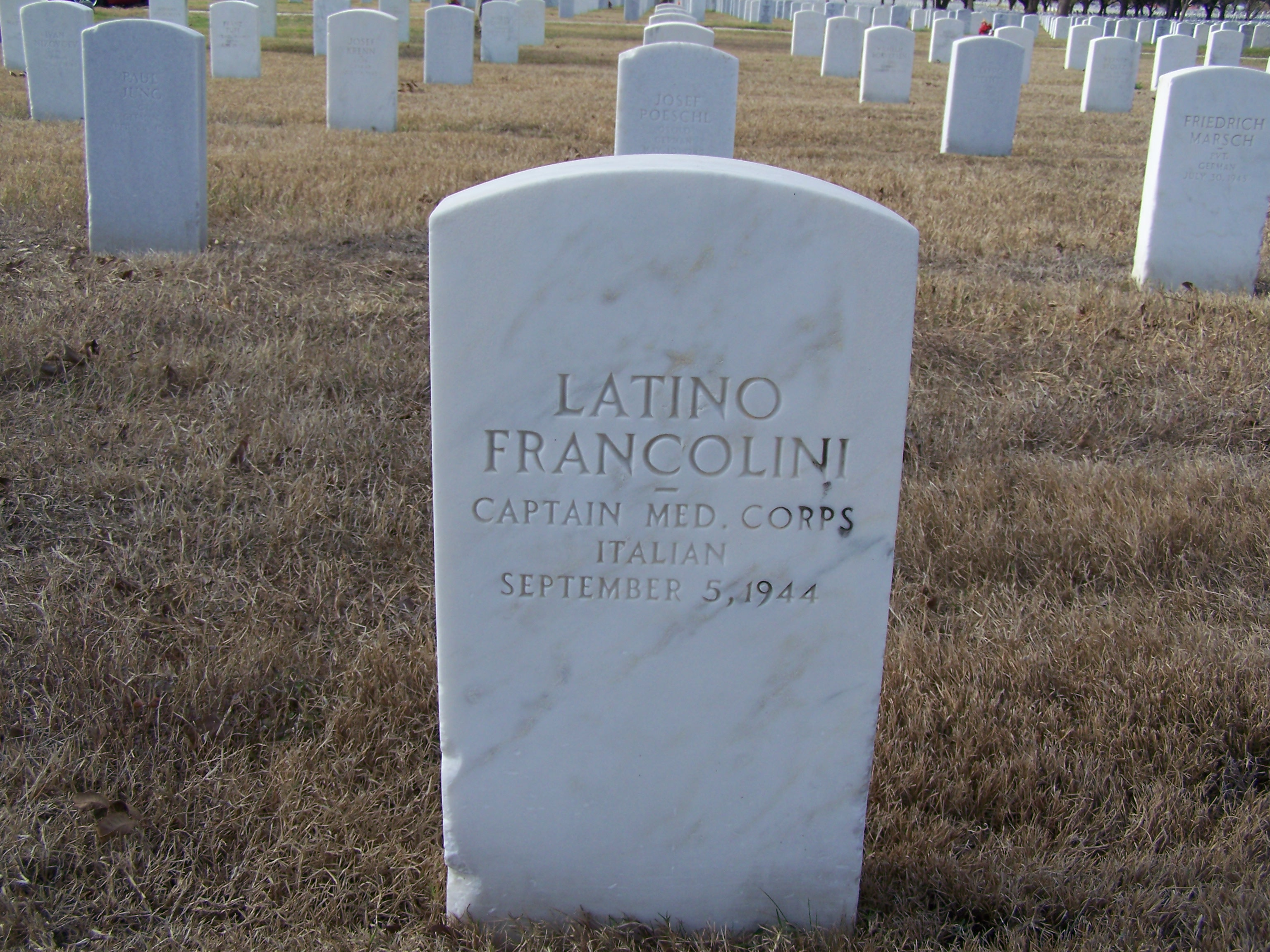
Tombe d'un soldat prisonnier de guerre italien.
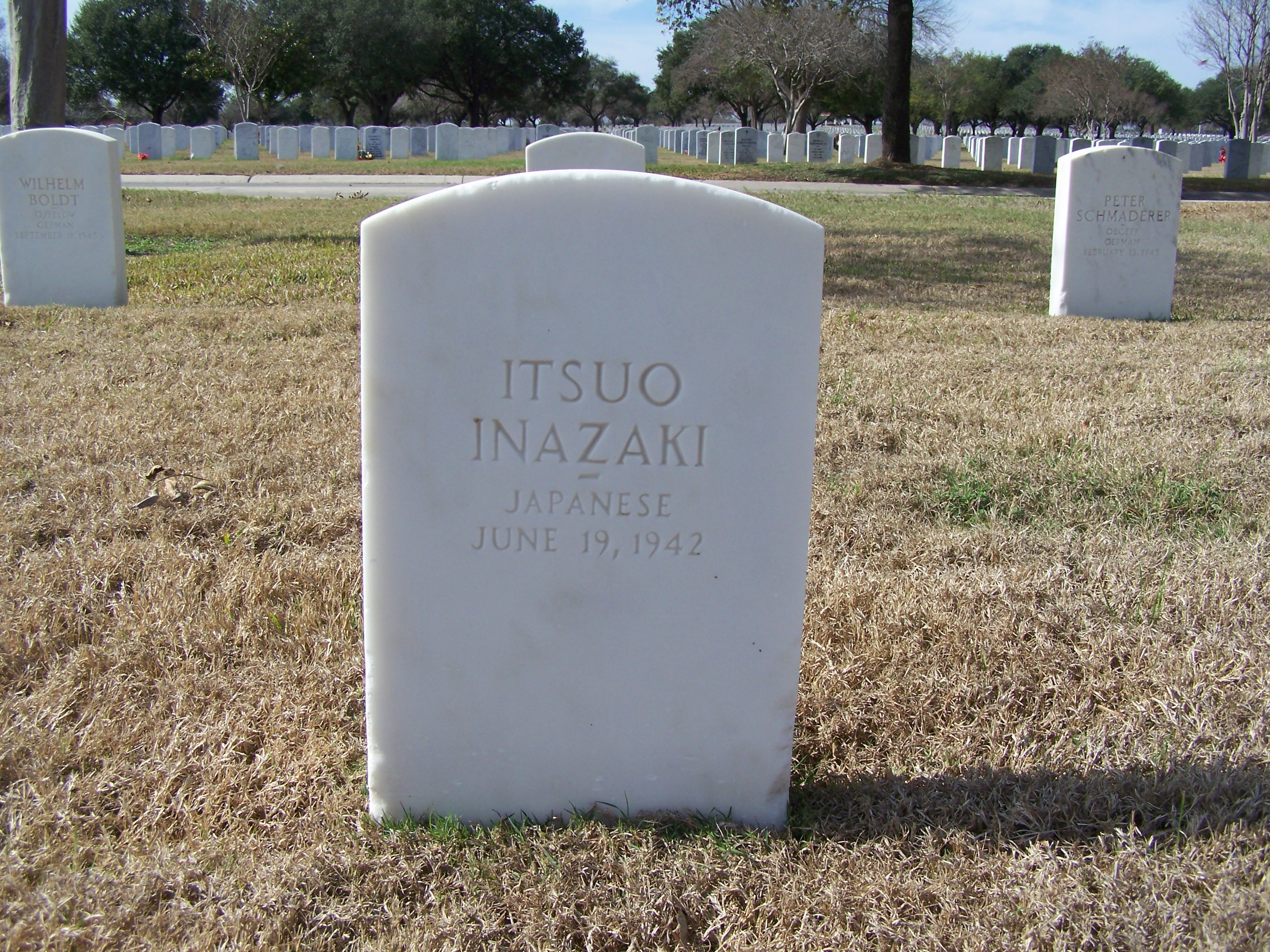
Tombe d'un soldat prisonnier de guerre japonais.
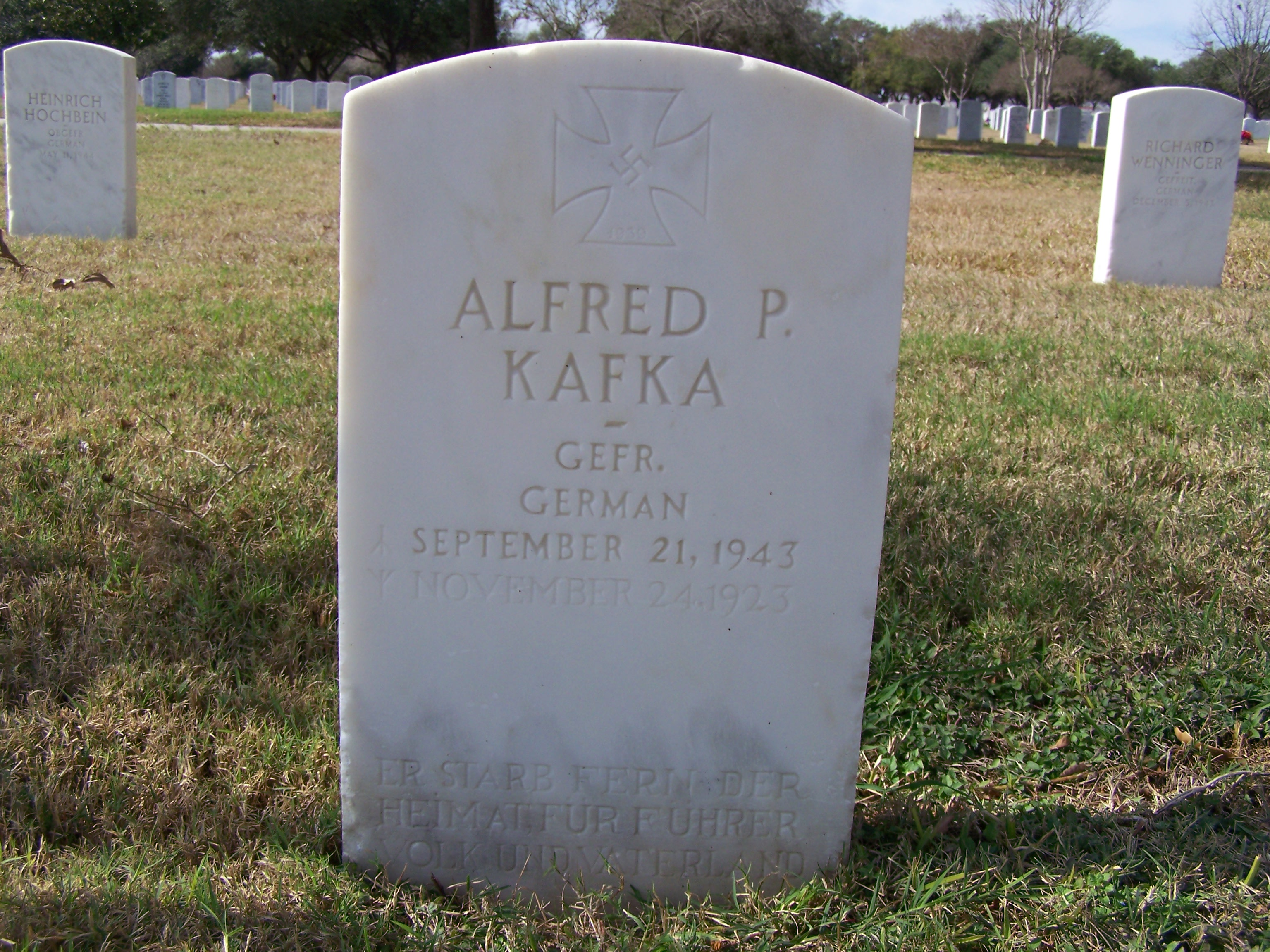
Tombe d'un soldat prisonnier de guerre allemand.